# Guanda
Guanda è una casa editrice italiana fondata da Ugo Guandalini (1905-1971) e attiva a Parma dal 1932. Su proposta del pittore Carlo Mattioli, Guandalini adottò come emblema della casa editrice la fenice.
Guanda è da sempre specializzata nella poesia e nella letteratura contemporanea. Si distingue fin dai primi anni per la sua linea editoriale originale e innovativa, rispecchiata in un catalogo che offre al lettore italiano la grande poesia europea, autori cruciali del Novecento, esponenti delle correnti più vive del pensiero moderno.

## Storia
Le caratteristiche di casa editrice attenta al nuovo e fortemente sensibile alla qualità si sono mantenute nel periodo successivo alla scomparsa del fondatore, avvenuta nel 1971, per riaffermarsi con particolare energia dal 1987, dopo l’acquisizione da parte della Longanesi e il trasferimento della sede a Milano. Ne assume allora la presidenza Mario Spagnol, mentre la direzione editoriale è affidata dal gennaio 1988 a Luigi Brioschi, mentre nel 1995 Stefano Mauri ne diventa amministratore delegato.
Dal 1990 Guanda pubblica la “Biblioteca di scrittori italiani” della Fondazione Pietro Bembo, una collana di classici italiani inizialmente diretta dai fondatori Dante Isella e Giorgio Manganelli, e oggi da Pier Vincenzo Mengaldo e Alfredo Stussi. Dal 1999 la casa editrice ha una propria collana economica. Nel 2018, Guanda ha acquisito Astoria, la casa editrice fondata e diretta da Monica Randi. Nel 1999, alla scomparsa di Mario Spagnol, Luigi Brioschi assume la presidenza della società. Nel 2005 Guanda entra a far parte del Gruppo editoriale Mauri Spagnol. Nel 2014 la carica di consigliere delegato è assunta da Marco Tarò.

## Catalogo
Tra gli autori pubblicati vi sono Anne Tyler, Alexander McCall Smith, Charles Bukowski, William Trevor, John Banville, Luis Sepúlveda, Almudena Grandes, Javier Cercas, Elsa Osorio, Fernando Aramburu, Manuel Vilas, Arundhati Roy, Jhumpa Lahiri, Anita Neir, Nina Berberova, Peter Handke, Alain de Botton, Nick Hornby, Roddy Doyle, Irvine Welsh, Joseph O’Connor, Catherine Dunne, Jonathan Safran Foer, Gary Shteyngart, André Aciman, Nicole Krauss, Aharon Appelfeld, Adam Gopnik, Shalom Auslander, Adam Thirlwell.
Tra gli autori italiani vanno invece menzionati Ermanno Cavazzoni, Bruno Arpaia, Marco Santagata, Marco Vichi, Gianni Biondillo, Alessandro Banda, Paola Mastrocola, Helena Janeczek, Marco Missiroli, Mariapia Veladiano, Marta Morazzoni, Andrea Fazioli, Alberto Schiavone. Nel catalogo Guanda ci sono anche molti dei grandi nomi della poesia contemporanea: Ezra Pound, Pablo Neruda, Jacques Prévert, Adonis, ecc.